# Murchante
Murchante es un municipio español de la Comunidad Foral de Navarra, situado en la Merindad de Tudela, en la comarca de Tudela, y a 95 km de la capital de la comunidad, Pamplona. Su población en 2017 fue de 3944 habitantes (INE).

## Símbolos

### Escudo
El escudo de armas del lugar de Murchante tiene el siguiente blasón:

Trae de azur y una casa en su color natural sumada de una torre redonda de oro

Así figura en los sellos y banderas de su ayuntamiento. La casa representa a su municipio.

## Geografía
La localidad de Murchante está situada en la parte Sur de la Comunidad Foral de Navarra, en la zona popularmente conocida como la Ribera de Navarra, a una altitud de 323 m s. n. m. Su término municipal tiene una superficie de 13,4 km² y limita al norte y oeste con el municipio de Tudela y al sur y este con el de Cascante.
El terreno es relativamente llano, ocupando la población una antigua terraza fluvial que domina las tierras circundantes. Murchante cuenta con dos corrientes de agua, una natural y otra artificial. Por un lado, el río Queiles que baja del Moncayo y por otra parte, el canal de Lodosa, construido en 1935 y que riega las antiguas tierras de secano. Actualmente todo el término municipal está convertido en regadío.

### Clima
El clima es el típico del valle del Ebro, soleado la mayoría del año y escaso en lluvias. El cierzo contribuye aún más a su sequedad ambiental pero en contrapartida crea un clima sano y saludable.

## Historia
En la época medieval convivían dos grupos religiosos, los cristianos y los musulmanes, estos últimos contaban con una mezquita que servía para su culto y que tras la expulsión o conversión de los musulmanes fue convertida en iglesia.
El pueblo estaba dominado por un castillo o torre, construido sobre un antiguo asentamiento de la época romana.
Una muralla rodeaba todo el pueblo y estaba provista de puertas para dar salida a los diferentes caminos que comunicaban con Tudela, Cascante, Ablitas, Corella y Castejón.
Fue conquistada por Alfonso el Batallador en el año 1119 como paso con otras localidades de la comarca y quedó un importante sector de población musulmana hasta principios del siglo XVI. Primero la villa fue dominada por un noble llamado Don Gonzalo de Azagra y después cayó bajo el dominio del deán de Tudela, el cual es nombrado por el alcalde de Tudela.
El inventario fiscal realizado tras la invasión castellana del Reino de Navarra en 1512, reflejaba que no paga alcaba, que era un impuesto de la época, debido a que su población era enteramente musulmana.
No será hasta el año 1763 cuando Murchante podrá dictar sus propias ordenanzas frente a las tradicionales dictadas desde Tudela. Finalmente, Murchante consigue su total autonomía en el año 1820, consiguiendo un Ayuntamiento propio.

## Demografía
Murchante cuenta con una población de 4239 habitantes (INE 2024).
| Gráfica de evolución demográfica de Murchante entre 1842 y 2021                                                     |
| |
| Población de derecho según los censos de población del INE Población de hecho según los censos de población del INE |

### Comunicaciones
Desde 1885 hasta 1972, tenía estación de ferrocarril de la Línea Tudela-Tarazona, ubicada a 2 kilómetros del pueblo, Actualmente es la Vía verde del Tarazonica.

## Economía
Murchante, tradicionalmente, ha sido conocido por tener excelente vinos. Actualmente, cuenta con cinco bodegas. Los vinos tintos, rosados y blancos elaborados aquí gozan de fama nacional e internacional. Las buenas condiciones naturales y el clima favorable para el cultivo del viñedo, han hecho de Murchante un lugar de gran tradición vinícola. Además también hay que destacar el cultivo de cereales, la oliva y los productos de la huerta. Otro sector importante es la construcción. Una buena parte de la población activa está empleada en ella y existen numerosas e importantes empresas. También hay que destacar la creciente presencia de empresas, dedicadas a diferentes actividades, muchas de ellas ubicadas en el recién creado polígono industrial de Carrilabarca.

## Administración y política

### Gobierno municipal
Murchante conforma un municipio el cual está gobernado por un ayuntamiento de gestión democrática desde 1979, formado por 11 miembros elegidos en las elecciones municipales según está dispuesto en la Ley Orgánica del Régimen Electoral General. La sede del consistorio está situada en la calle Cofrete, 5.
En las elecciones municipales de 2023, la agrupación Murchantinos x Murchante (MxM) fue la lista más votada con 969 votos, del total de 2147 votos totales (46,25 %) y 6 concejales, seguido del Partido Socialista de Navarra (PSN-PSOE) con 614 votos (29,30 %) logrando 4 ediles, En tercer lugar quedó Unión del Pueblo Navarro (UPN) con 225 votos (9,16 %) y 1 concejal; en cuarto lugar el Partido Popular (PP) con 122 votos (6,82 %) e Izquierda Murchantina (IM) con 119 votos (6,25 %) ambas sin representación en el Ayuntamiento.

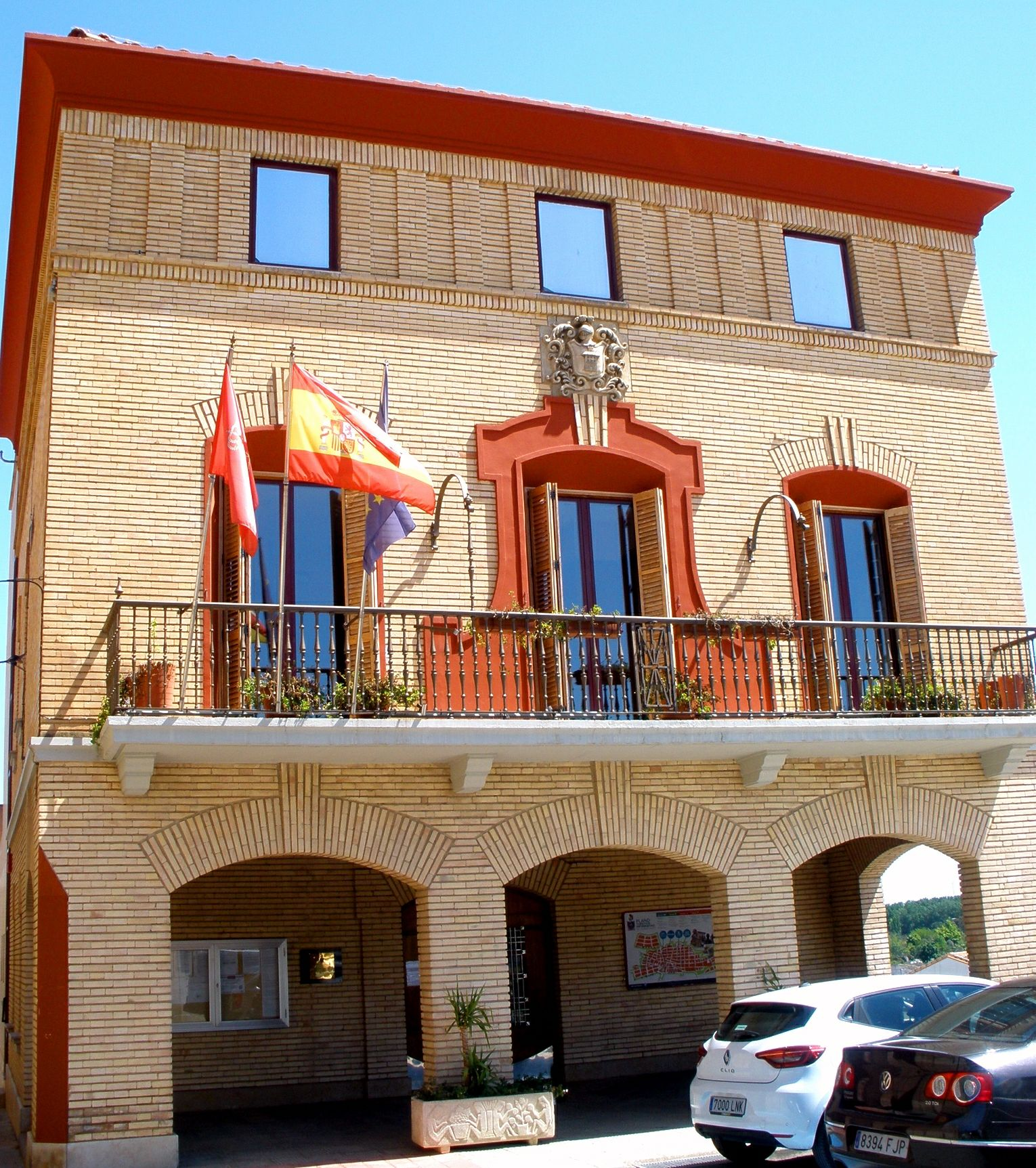
Ayuntamiento de Murchante

| Periodo   | Nombre                       | Partido | Partido                                  |
| --------- | ---------------------------- | ------- | ---------------------------------------- |
| 1979-1987 | Justino Berrozpe Ullate      |         | Partido Socialista de Navarra (PSN-PSOE) |
| 1987-1991 | José Marín Martínez          |         | Unión del Pueblo Navarro (UPN)           |
| 1991-1995 | Rafael Orta Ochoa            |         | Partido Socialista de Navarra (PSN-PSOE) |
| 1995-1999 | Natalia Bartos Alegría       |         | Partido Socialista de Navarra (PSN-PSOE) |
| 1999-2003 | Ignacio López Catalán        |         | Partido Socialista de Navarra (PSN-PSOE) |
| 2003-2007 | Jesús Aguado Simón           |         | Grupo Progresista de Murchante (GPM)     |
| 2007-2011 | Carlos Villafranca González  |         | Unión del Pueblo Navarro (UPN)           |
| 2011-2015 | Tomás Aguado Martínez        |         | Partido Socialista de Navarra (PSN-PSOE) |
| 2019-2023 | Luis Sancho Martínez         |         | Partido Socialista de Navarra (PSN-PSOE) |
| 2023-act. | Macario Manuel Jarauta Simón |         | Murchantinos por Murchante (MxM)         |

| Partido político | Partido político                             | 2023  | 2023       | 2019               | 2019               | 2015  | 2015       | 2011  | 2011       | 2007  | 2007       | 2003  | 2003       | 1999  | 1999       | 1995  | 1995       |
| Partido político | Partido político                             | %     | Concejales | %                  | Concejales         | %     | Concejales | %     | Concejales | %     | Concejales | %     | Concejales | %     | Concejales | %     | Concejales |
|                  | Murchantinos por Murchante (MxM)             | 46,25 | 6          | 26,06              | 3                  | 24,87 | 3          | 29,2  | 4          | —     | —          | —     | —          | —     | —          | —     | —          |
|                  | Partido Socialista de Navarra (PSN-PSOE)     | 29,30 | 4          | 52,87              | 7                  | 52,81 | 7          | 32,16 | 4          | 30,62 | 2          | 34,37 | 4          | 59.98 | 7          | 42,29 | 5          |
|                  | Unión del Pueblo Navarro (UPN)               | 9,16  | 1          | Navarra Suma (NA+) | Navarra Suma (NA+) | 14,02 | 1          | 21,8  | 2          | 30,48 | 4          | 28,96 | 4          | 35,84 | 4          | 29,51 | 3          |
|                  | Izquierda Murchantina (IM)                   | 6,82  | 0          | 5,64               | 0                  | —     | —          | —     | —          | —     | —          | —     | —          | —     | —          | —     | —          |
|                  | Partido Popular (PP)                         | 6,25  | 0          | Navarra Suma (NA+) | Navarra Suma (NA+) | 4,76  | 0          | 8,83  | 1          | —     | —          | —     | —          | —     | —          | —     | —          |
|                  | Navarra Suma (NA+)                           | —     | —          | 13,45              | 1                  | —     | —          | —     | —          | —     | —          | —     | —          | —     | —          | —     | —          |
|                  | Izquierda-Ezkerra (I-E)                      | —     | —          | —                  | —                  | —     | —          | 3,42  | 0          | —     | —          | —     | —          | —     | —          | —     | —          |
|                  | Grupo Progresista de Murchante (GPM)         | —     | —          | —                  | —                  | —     | —          | —     | —          | 32,48 | 4          | 16,98 | 2          | —     | —          | —     | —          |
|                  | Murchante Independiente (MI)                 | —     | —          | —                  | —                  | —     | —          | —     | —          | —     | —          | 12,65 | 1          | —     | —          | —     | —          |
|                  | Plataforma de Independientes de España (PIE) | —     | —          | —                  | —                  | —     | —          | —     | —          | —     | —          | —     | —          | —     | —          | 25,21 | 3          |

## Cultura

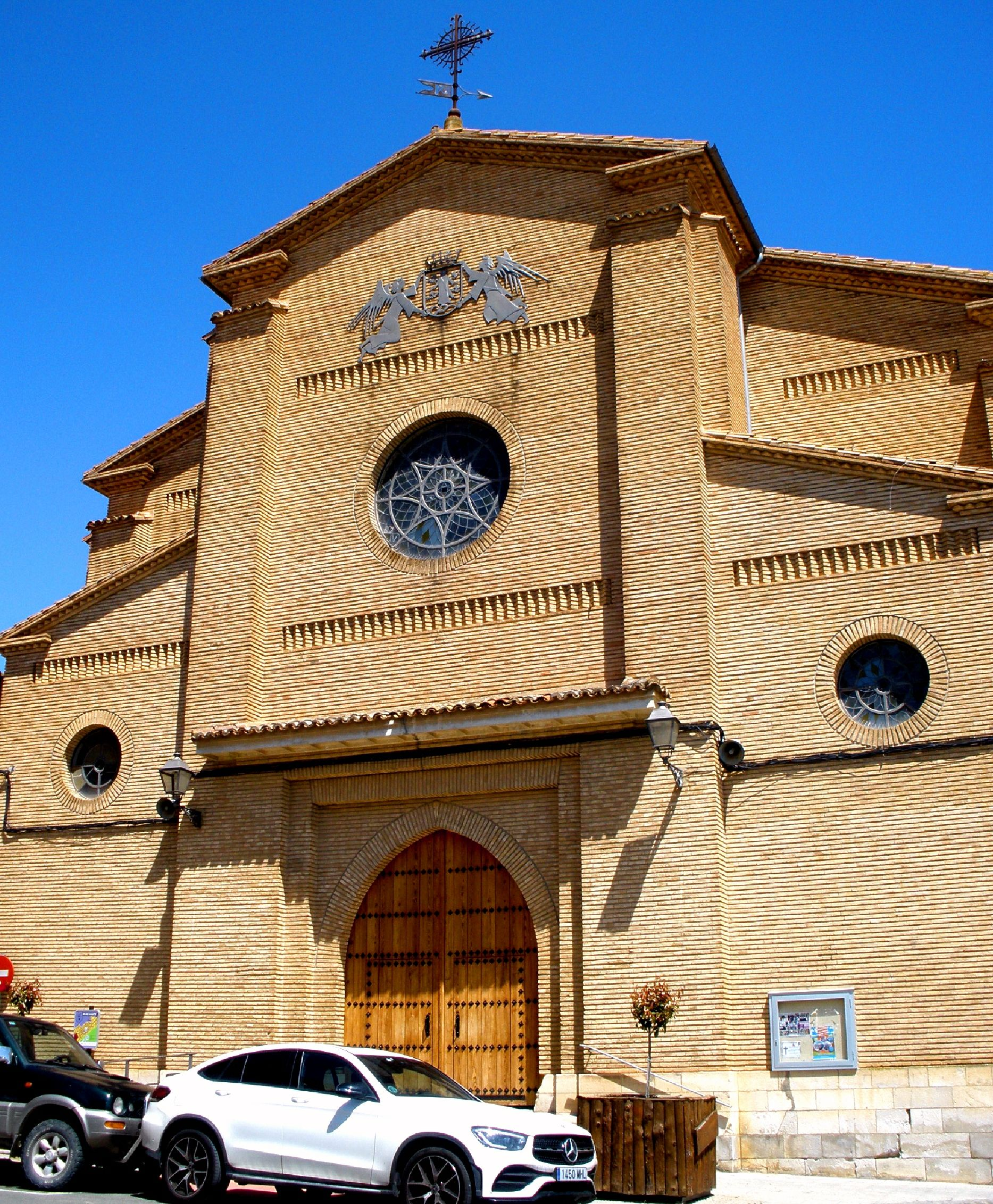
Iglesia parroquial del Nuestra Señora de la Asunción

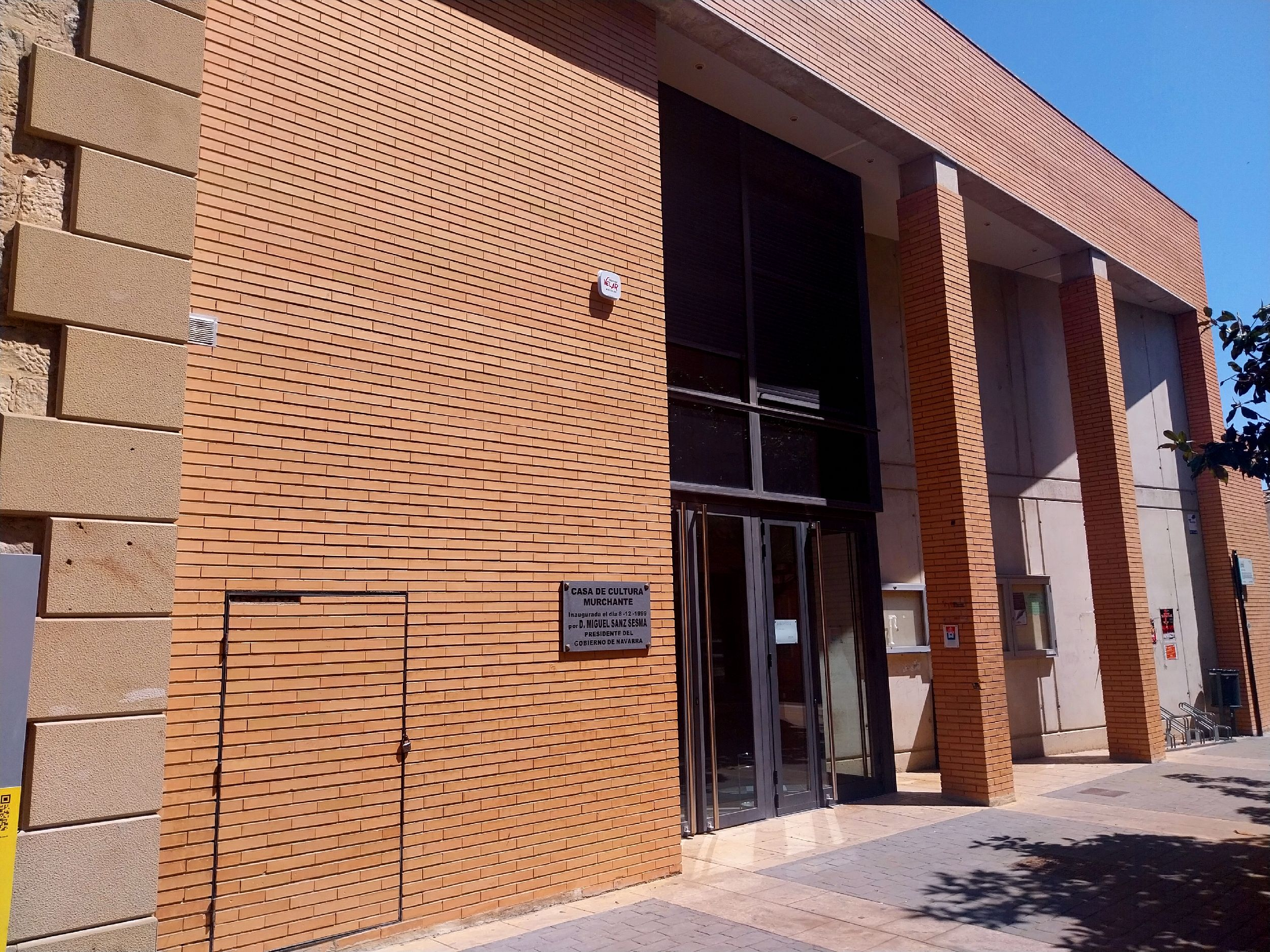
Casa de Cultura y Museo Jesús Basiano, inaugurados en 1999

### Patrimonio

#### Monumentos religiosos
- Iglesia de Nuestra Señora de la Asunción: la actual iglesia fue construida en 1952 en el solar donde estaba la antigua. El retablo mayor, data de 1700 y es de estilo churrigueresco con mazonería muy ornamentada.

#### Monumentos civiles
- Museo Basiano: museo dedicado al pintor natural de la localidad Jesús Basiano Martínez Pérez (1889-1966). Está ubicado en la Casa de Cultura.

### Festividades y eventos
- Virgen de Mis Manos: se celebra el Lunes de Pascua con una romería al cabezo de San Gregorio, donde hay misa y procesión, seguido de comidas familiares y con amigos en el campo.
- Concentración Rociera: se celebra un sábado en la segunda quincena de abril con una Romería por diferentes caminos de Murchante, para finalizar en el casco urbano.
- Cicloturista desafío 132:[4] prueba para bicicletas de carretera, concebida como una actividad de ejercicio físico con fines de ocio, turísticos y culturales, excluyendo la competición. Su recorrido discurre por diferentes municipios de Navarra, La Rioja y la provincia Soria.
- San Gregorio: Domingo más cercano al 9 de mayo. El párroco, acólitos y acompañantes recorren los campos en rogativa, bendiciéndolos y rezando las letanías hasta llegar al cabezo donde se alza la ermita de San Gregorio. Muchos padres acuden con sus hijos a pasar el día, celebrándose distintas carreras, más conocidas como «joyas».
- Marcha Solidaria Murchante se mueve contra el cáncer: marcha solidaria, destinada a recaudar fondos para la lucha contra el cáncer que se celebra en el mes de mayo.
- Cicloturista Night & Bike: sábado, primera quincena de junio. Es una prueba deportiva, no competitiva, de bicicleta BTT. La prueba tiene carácter nocturno y tiene su salida a las 22’00 horas. Un público siempre comprometido, una cantidad de ciclistas que, año a año, demuestra su fidelidad con la prueba, así como las constantes innovaciones y mejoras que se van realizando en cada edición, han permitido consolidar una prueba, con lugar propio en el calendario ciclista de montaña.
- Fiestas de la Juventud: último fin de semana de junio o primero de julio. Fiestas dedicadas a los jóvenes del municipio, en la que los protagonistas son ellos
- Noche de Vino y Tapas: viernes previo al comienzo de la fiestas patronales (14 al 21 de agosto). Los amantes del vino y la gastronomía tienen esa noche una cita a la que no pueden faltar.
- Cross virgen de la Asunción: domingo previo al comienzo de la fiestas patronales (14 al 21 de agosto). Prueba de carácter popular y gratuita, donde se mezclan corredores locales, provinciales y nacionales.
- Fiestas patronales: fiestas dedicadas al patrón San Roque y la Virgen de la Asunción, que tienen lugar del 14 al 21 de agosto de cada año, fechas en las que el carácter abierto y festivo de las gentes de la Ribera de Navarra, se pone de manifiesto en todos los actos festivos y nadie es forastero sino parte de la misma fiesta, el paloteado, gigantes, charanga, orquestas, hinchables, festejos taurinos, toros de fuego, comidas populares, cafés conciertos y el pobre de mí, son algunos de los actos que componen el amplio programa de fiestas, que los visitantes se quedan siempre en su retina
- Duatlhon: consiste en un recorrido por el término municipal de la localidad, donde los participantes deben de realizar un tramo corriendo y otro en bicicleta, tiene lugar durante el mes de septiembre.
- Romería a Urzante (Día de la Hispanidad/del Pilar): 12 de octubre, romería las ruinas del antiguo pueblo de Urzante, donde todavía se erige la iglesia y el cementerio, donde se celebra una misa con reparto de pastas y mistela.
- Fiestas del Santo Cristo de la Buena Siembra: segundo fin de semana de noviembre. Fiestas llenas de actos y celebraciones, siendo el más simbólico el encendido de una gran hoguera en la plaza de los Fueros y la procesión del Santo Cristo.